# Bodza (keresztnév)
A Bodza női név magyar eredetű, bodza nevéből ered.

## Gyakorisága
Az újszülötteknek az 1990-es években nem lehetett anyakönyvezni. A 2000-es és a 2010-es években sem szerepelt a 100 leggyakrabban adott női név között.

## Névnapok
május 15.